# St.-Lucius-Kirche (Essen)

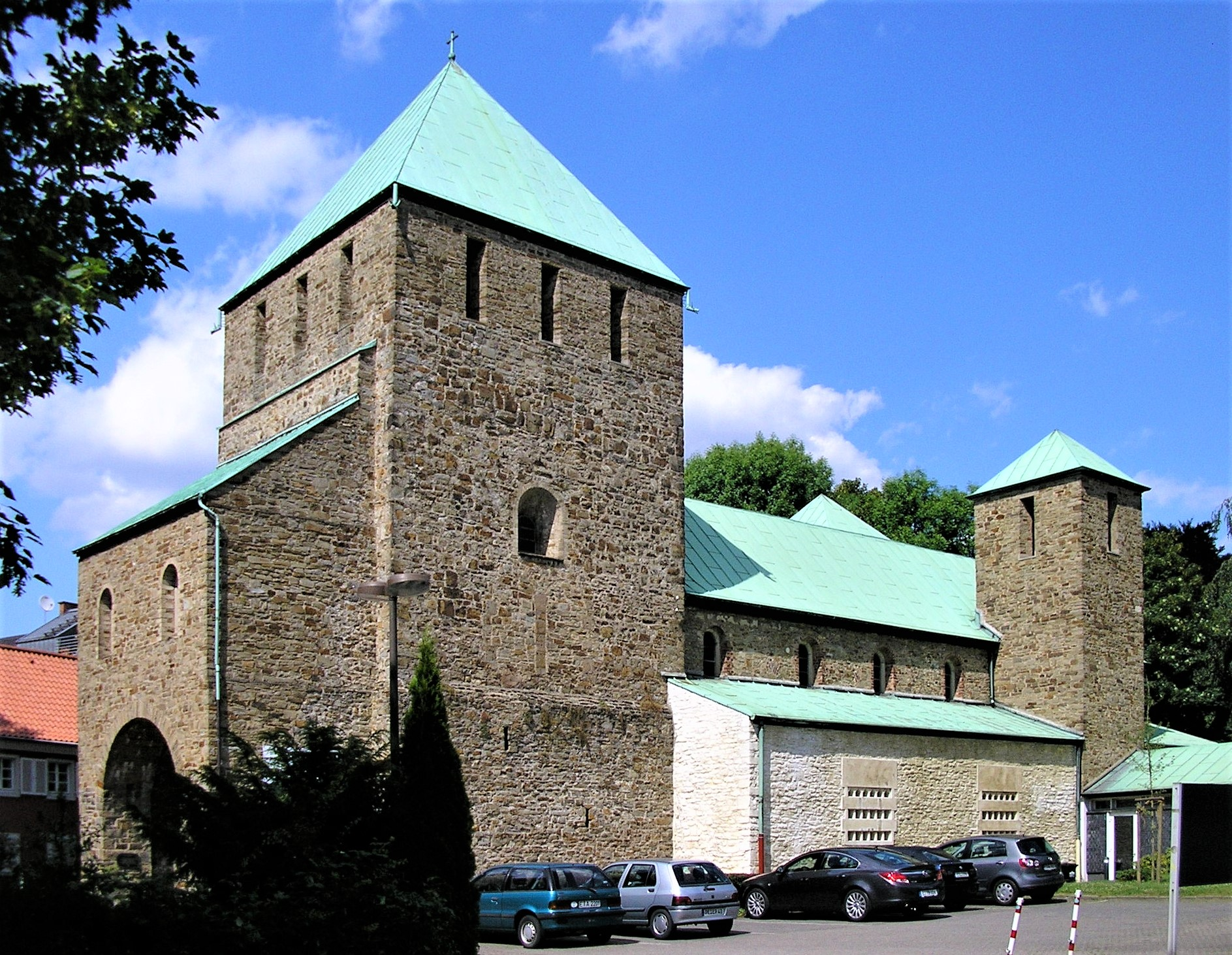
St.-Lucius-Kirche in Essen-Werden

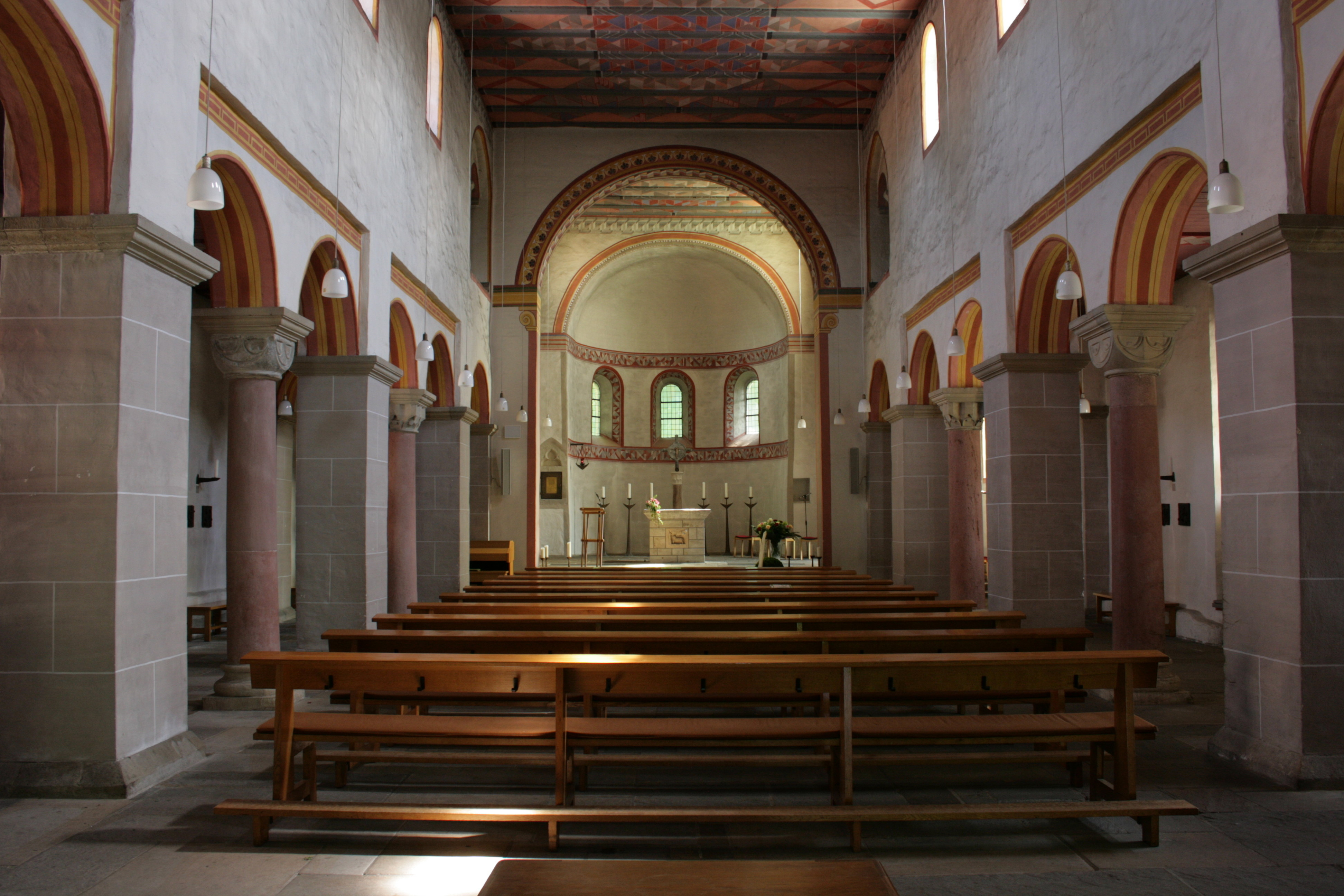
Blick durch das Kirchenschiff zum Chor

Die St.-Lucius-Kirche (auch St. Luzius) steht im Essener Stadtteil Werden und war Filialkirche des Benediktinerklosters Werden.

## Geschichte
Der Baubeginn der Kirche ist in das Jahr 995 unter Abt Werinbert zurückzuführen, die Weihe durch den Kölner Erzbischof Anno II. fand 1063 statt. Sie war ursprünglich ein einfacher Saalbau, der um 1100 niedrigere Seitenschiffe erhielt, die durch einen rheinischen Stützenwechsel vom Hauptschiff getrennt wurden. Die nördliche Chorwand zeigt noch den ursprünglich dreistufigen Aufbau mit einem nischenartigen Triforium. Zwischen Bogenstellung und Obergaden sind nennenswerte Reste frühromanischer Wandmalerei erhalten.  Bemerkenswert ist die fast apsidial gestaltete Eingangshalle, die dem wuchtigen, festungsartigen Westturm vorgesetzt wurde. zwei kleine Türme über dem Ostjoch flankieren das Chorjoch.
Durch die Säkularisation 1803 wurde das Gebäude ab 1811 als Kornlager und später als Wohnraum genutzt, bis man ab 1957 die eingezogenen Zwischenwände und Einbauten wieder entfernte. Die wiederhergestellte Kirche wurde 1965 neu geweiht. 
1968 wurden in der Vorder- und Rückseite des Altars jeweils ein Relief des Bildhauers Elmar Hillebrand eingelassen.
1985 wurde die Kirche einschließlich der Balkendecke nach Entwürfen des Hattinger Künstlers Egon Stratmann zum Teil unter Anlehnung an farbhistorische Unterlagen ausgemalt. In den Nischen der Chorseitenwände befinden sich noch Reste historischer, figürlicher Ausmalungen.
1991 erhielt das Gebäude nach einer großzügigen Spende ein Bronzeportal, das vom Künstler Jürgen Goertz entworfen wurde.
Heute werden überwiegend Kinder- und Schulgottesdienste in ihr abgehalten.